# Mauroniscus maculatus
Mauroniscus maculatus is een keversoort uit de familie Mauroniscidae. De wetenschappelijke naam van de soort is voor het eerst geldig gepubliceerd in 1927 door Pic.